# 풍광초등학교
풍광초등학교는 대한민국 충청북도 청주시 흥덕구에 있는 공립 초등학교이다.

## 학교 연혁
- 1994.03.01 풍광국민학교 인가
- 1994.03.01 제1대 김석제 교장 부임
- 1994.04.29 개교기념식 거행
- 1996.03.01 풍광초등학교 개명
- 1996.09.01 제2대 홍영창 교장 부임
- 1997.03.01 한국교원대학교용부속초등학교 지정(1997.3.1~2000.2.29)
- 1999.09.01 제3대 김덕진 교장 부임
- 2002.09.01 제4대 김영민 교장 부임
- 2004.03.01 충청북도교육청 지정 연극시범학교 운영(2004.3.1~2005.2.28)
- 2006.03.01 제5대 장병학 교장부임
- 2006.06.18 35회 전국소년체육대회 우수학교(교육인적자원부장관표창)
- 2006.12.29 충청북도교육청 주최 중장기교육공모전 1위(충청북도교육감표창)
- 2007.03.01 풍광초등학교 병설유치원 인가
- 2007.03.09 풍광초등학교 병설유치원 개원(2학급, 40명)
- 2008.03.01 도지정 경제시범학교 지정(2008.3.1-2009.2.28)
- 2008.03.01 29학급 편성
- 2008.03.01 제6대 임흥빈 교장 부임
- 2009.02.17 제15회 졸업(233명, 총 4,746명)
- 2009.03.01 27학급 편성
- 2010.02.20 제16회 졸업(166명, 총 4,912명)
- 2010.03.01 27학급 편성
- 2010.03.01 제7대 조경두 교장 부임
- 2011.02.18 제17회 졸업(166명, 총 5,078명)
- 2011.03.01 30학급 편성
- 2012.02.17 제18회 졸업(153명 / 총 5,231명)
- 2012.03.01 27학급 편성
- 2012.09.01 제8대 박종학 교장 부임
- 2013.02.14 제19회 졸업(148명 / 총 5,379명)
- 2013.03.01 26학급 편성
- 2014.02.18 제20회 졸업(117명 / 총 5,496명)
- 2014.03.01 24학급 편성

## 참고 자료
- 풍광초등학교 - 한국교육학술정보원 학교알리미